# St. Urban (Schwäbisch Hall)

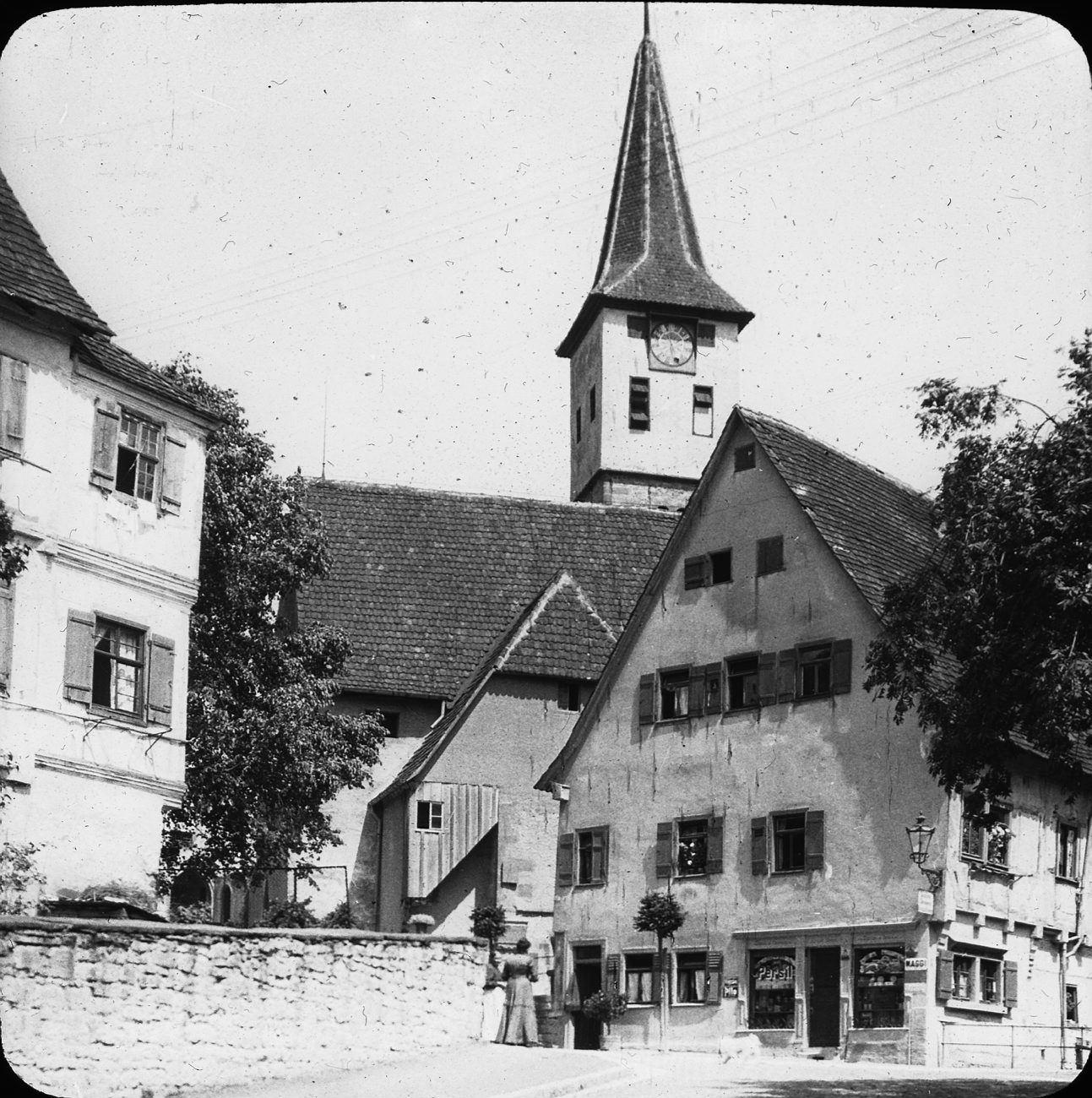
St. Urban

Ansicht des Chores von 1907 mit dem Epitaph der Familie Moritz Schwab (Nordwand) und den Epitaphen Georg Botz und Joh. Immanuel Franck (Südwand)

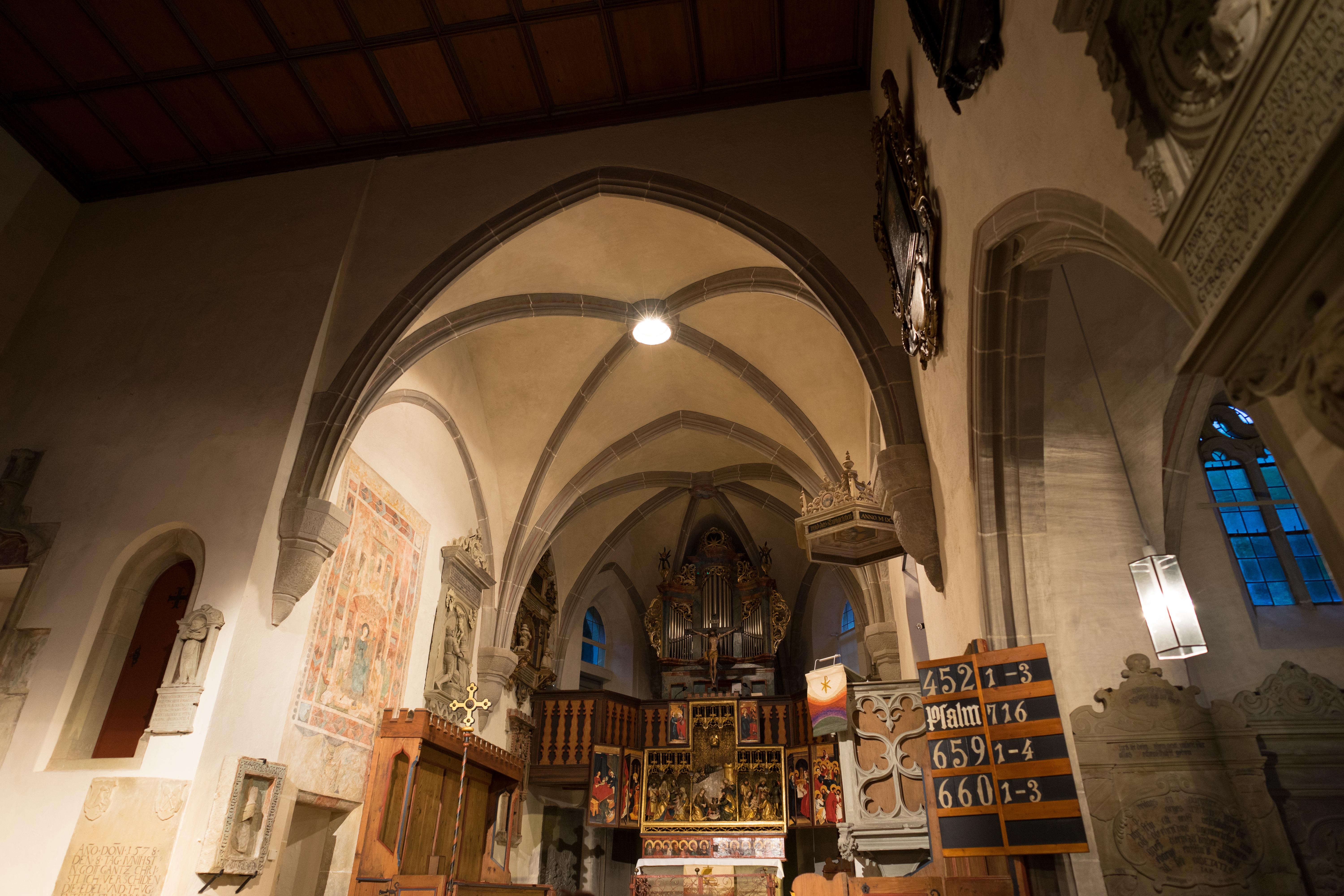
Blick aus den Kirchenbänken nach Osten zum Chorraum (heutiger Zustand)

Die spätromanische Kirche St. Urban in der Vorstadt Unterlimpurg von Schwäbisch Hall ist eine Filialkirche der evangelischen Pfarrei St. Michael.

## Lage
Die Kirche St. Urban befindet sich in der Unterlimpurger Straße 51 etwa einen halben Kilometer südöstlich des mittelalterlichen Stadtkerns von Schwäbisch Hall. In direkter Nachbarschaft befinden sich die spätmittelalterlichen Baudenkmäler des ehemaligen Unterlimpurgischen Spitals und der historischen Nagelschmiede.

## Geschichte

### Anfänge
Die Kirche hieß ursprünglich Heilige Jungfrau unter dem Berg. Ihren heutigen Namen schreibt man einem Lesefehler zu, dem zufolge ecclesia s[ub] urb[ana] (Vorstadtkirche) zu St. Urban geworden sei. Die Kirche wurde wohl vor 1230 durch Schenk Walther II. auf Oberlimpurg (um 1210–1283) unterhalb dessen Burg Limpurg errichtet.

### Erste Erweiterung (vor 1250)
Eine erste Erweiterung erfolgte vor 1250, als ein dreiseitiger frühgotischer Chor mit zwei Jochen angebaut wurde. Die drei Seiten des Chors erhielten spitzbogige Fenster, wovon lediglich das Ostfenster eine Mittelsprosse und ein einfaches Maßwerk dieser Zeit aufweist. Ebenso wurde ein dreigeschossiger Kirchturm im Norden mit einer Grundfläche von 4,60 × 4,60 m erbaut. Die Nordost- sowie die Nordwestkante des Turms zeigt noch einen Diamantenfries aus dieser Zeit. Das zweite Turmgeschoss soll als ein gewölbter, kapellenartiger Raum (Michaelskapelle) entstanden sein. Der Raum ist 2,45 × 2,65 m groß und zeigt eine in der Westwand befindliche Nische, die 59 × 68 cm groß und 52 cm tief ist und möglicherweise eine Sakramentsnische war. Ihre Orientierung zum Friedhof lässt diese als Friedhofskapelle denken, die wohl dem Erzengel Michael geweiht war. Vergleichbar ist dieser Raum der Michaelskapelle über der Vorhalle der Stiftskirche in Ellwangen oder der Kapelle im Turm von St. Michael in Schwäbisch Hall. Sie wurde capella suburbi castri nostri Limpurg (= Kapelle der Vorstand unserer Burg Limpurg) (1283) genannt, als sie zur selbstständigen Pfarrkirche erhoben wurde.

### Zweite Erweiterung (1384)
1384 ist die heute St.-Urban-Kirche als „unser Frauen Kapell unter Limpurg“ erwähnt, war also der Jungfrau Maria geweiht. Im Zuge einer Erweiterung Ende des 14. Jahrhunderts erhielt der Chor ein Gewölbe. Der Kirchturm wurde um sieben Meter erhöht und erhielt einen neuen Dachstuhl. Eine Glockenstube mit gekuppelten Schallfenstern auf vier Seiten wurde im Kirchturm eingerichtet, Tierköpfe schmückten die Kämpfer der Mittelsäulen der Turmfenster. Aus dieser Zeit stammt das Wandtabernakel und das Wandgemälde an der Nordwand des Chores.

Wandtabernakel
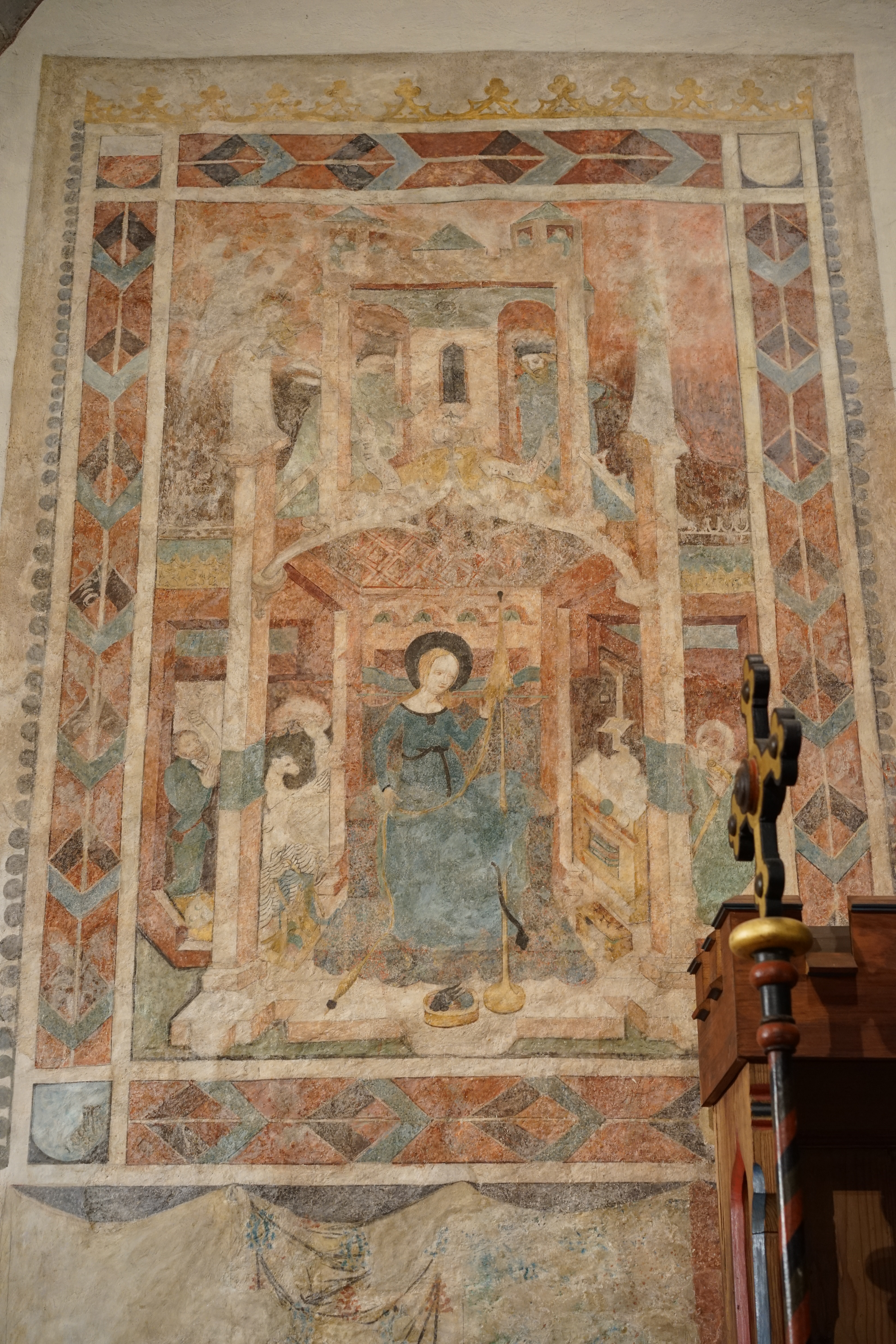
Wandgemälde an der Nordwand Maria mit dem Spinnrocken

### Dritte Erweiterung (1430/50)
Eine dritte Erweiterung erfolgte durch Schenk Friedrich V. (1400–1474) und Susanna von Thierstein um 1430/50, die auch den Marienaltar stifteten. Das Langhaus wurde verbreitert und eine Kapelle auf der Südseite angebaut. Die Kapelle war vermutlich als Grablege für Schenk Friedrich V. und Susanna von Thierstein vorgesehen. Ein zweiflügeliges gotisches Westportal wurde errichtet. Im Tympanonfeld des Westportals wurden zwei von einem Engel gehaltene Wappenschilde mit den Streitkolben und fränkischen Heerspitzen der Limpurger und der Hirschkuh der Thiersteiner angebracht. An den vier Konsolen der Gewölberippen des Chors tragen Engel die Wappenschilde der Ahnen: Baden-Sponheim, Vinstingen, Blankenberg sowie Thierstein. Im Schlussstein des Chors ist das Wappen der Schenken zu sehen, der auf drei Seiten von Engelsköpfen umgeben ist. Ebenfalls unter Schenk Friedrich V. wurde das Schiff nach Norden hin um 1450 erweitert, danach befand sich die Westwand des Kirchturms innerhalb des Kirchenschiffs. Aufgrund dieses Umbaus konnte das zweite Turmgeschoss ausschließlich als Friedhofskapelle genutzt werden, weil die Kapelle nur noch 1,82 m tief war und die westliche Sakramentsnische durch eine eingefügte Trennwand nicht mehr zu verwenden war.

Zweiflügeliges Westportal, im Tympanonfeld das Wappenschild der Limpurger und der Thiersteiner
Choransicht der Kirche St. Urban in Schwäbisch Hall
Querschnitt der Kirche St. Urban in Schwäbisch Hall

### Nach der Reformation
Im Jahr 1541, zwei Jahre nach Einführung der Reformation in Limpurg, die ohne Bildersturm verlief, verkaufte Schenk Erasmus von Limpurg seine Burg samt Dorf und Kirche an die Reichsstadt Hall verkauft. So wurde die Kirche zur Vorstadtkirche. Eine Turmerhöhung erfolgte 1698, wovon eine auf dem Dachboden aufbewahrte alte Uhrentafel vom Turm mit der aufgemalten Jahreszahl 1698 zeugt.
Später diente sie auch als Pfarrkirche für die evangelischen Einwohner des Dorfs Steinbach katholisch gebliebenen Stift Comburg. Im 19. Jahrhundert diente sie zeitweilig als Garnisonskirche. 1968 ging sie endgültig in den Besitz der Kirchengemeinde St. Michael über. Als die Kirchengemeinde die Kirche und deren Renovierung 2005 nicht mehr finanziell tragen konnte, bildete sich der Freundeskreis Urbanskirche e. V., der seitdem für die Unterhaltung der Kirche aufkommt, in der nach wie Konzerte und Gottesdienste stattfinden.

## Ausstattung

### Altäre
Der Marienaltar steht in der Tradition der für Hall typischen niederländischen Importaltäre, wurde aber wahrscheinlich in Hall selbst ausgeführt. In der Kirche befindet sich nur noch der Hauptschrein des ehemaligen Flügelaltars mit einer geschnitzten Darstellung der Weihnachtsgeschichte. Die bemalten Altarflügel gelangten 1845 in das Württembergische Landesmuseum in Stuttgart, seit 2006 befinden sie sich teilweise als Leihgaben im Hällisch-Fränkischen Museum und sind in der Urbankirche durch Kopien ersetzt.
Einst befanden sich in der Kirche noch zwei kleinere Nebenaltäre. Reste eines zweiten Altarschreins aus dem Jahr 1491, ulmisch, mit beiderseitig bemalten Altartafeln befinden sich heute im Landesmuseum in Stuttgart, so die Rückwand und Flügel einer Predella und zwei Oberflügelchen. Stadtpfarrer Heinrich Merz berichtete 1845, dass eine längliche Tafel mit Märtyrern, wie Dionysius, St. Alban, St. Exuberantius, St. Ursicinus, Prokulus, Didier und Regula zu sehen war. Darunter drei Engel mit Laute und Buch. Dieses sei auch Ulmer Schule.

Marienaltar
Ehem. Seitenaltar, Vorderseite: Nothelfer. Maria mit Kind. (heute Landesmuseum Stuttgart).
Ehem. Seitenaltar, Rückseite: Nothelfer m. Schweißtuch der Veronika (heute Landesmuseum Stuttgart).

### Weiteres
Zu den ältesten Ausstattungsstücken gehört ein Wandtabernakel aus dem 14. Jahrhundert mit der Abbildung des Schweißtuchs der Veronika. Eine Besonderheit ist das Wandgemälde, das wohl im Zusammenhang der zweiten Erweiterung Ende des 14. Jahrhunderts entstand. Es zeigt die Jungfrau Maria am Spinnrocken. Kanzel und Taufstein stammen wie der Altar aus dem Ende des 15. Jahrhunderts.
Die Kirche ist mit mehreren Epitaphien des 17. Jahrhunderts ausgestattet. 1778 wurde die Orgel erbaut. Das 1907 an der Nordwand des Chores befindliche Epitaph der Familie Moritz Schwab wurde über die Nordempore verlagert. An der Südwand des Chores befanden sich 1907 neben der Kanzel die Epitaphe Georg Botz und Joh. Immanuel Franck. Diese befinden sich heute an der Brüstung der unteren Empore.